# 1935 في بولندا
فيما يلي قوائم الأحداث التي وقعت خلال عام 1935 في بولندا.

## سياسة

### انتهاء فترة المنصب
- 12 مايو – يوزف بيوسودسكي General Inspector of the Armed Forces [الإنجليزية]‏.

## مواليد

### يناير
- 1 يناير – زئيف ستيرنهيل مؤرخ إسرائيلي.
- 16 يناير – أودو لاتيك

### نوفمبر
- 18 نوفمبر – رودلف باهرو سياسي ألماني.

### ديسمبر
- 27 ديسمبر – بيوتر إيبرهارت جغرافي بولندي.

## وفيات

### أبريل
- 9 أبريل – والتر ريجينسكي (مواليد 1880) عالم مصريات وبرديات.

### مايو
- 15 مايو – ماغنوس هيرشفلد (مواليد 1868) طبيب ألماني.